# Vítězslav Nezval

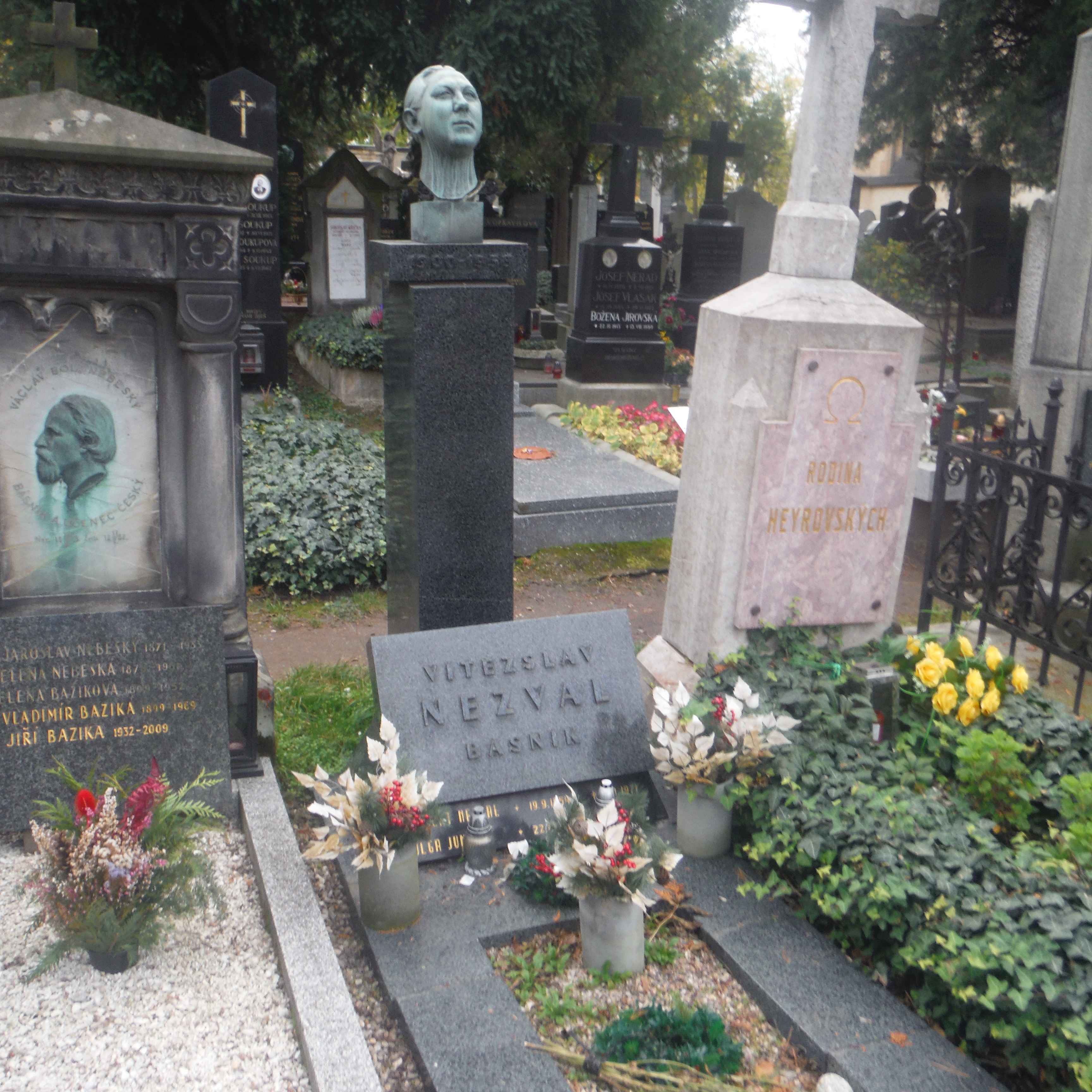
Hrob na Vyšehradském hřbitově

Vítězslav Nezval (26. května 1900 Biskoupky – 6. dubna 1958 Praha) byl český básník, spisovatel a překladatel, spoluzakladatel poetismu, vůdčí osobnost českého surrealismu, národní umělec, člen Komunistické strany Československa, vyznamenaný zlatou medailí Světové rady míru.

## Život

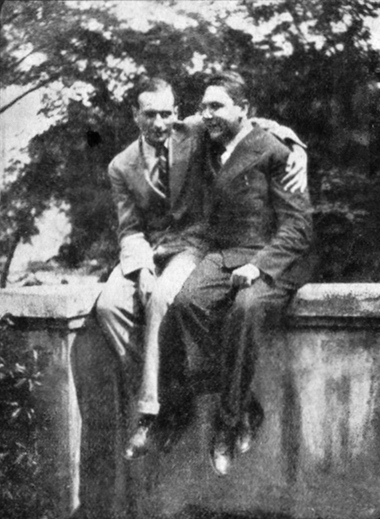
Vítězslav Nezval (vpravo) se zakladatelem surrealismu Philippem Soupaultem

Vítězslav Nezval se narodil v rodině venkovského učitele Bohumila Nezvala (12. ledna 1875 – 24. června 1957) a Emilie, rozené Mityskové (10. prosince 1875 – 13. února 1951), která byla dcerou hostinského. Měl sestru Vlastu Fischerovou (5. října 1902 – 27. června 1964). Od roku 1903 bydlel v Šemíkovicích, kde navštěvoval jednotřídní školu a na které ve svém díle často vzpomínal (Z mého života, 1959). Od roku 1911 studoval gymnázium v Třebíči, které dokončil roku 1919. Za první světové války byl odveden, ale po dvou měsících byl pro nespolehlivost z armády propuštěn. Jeden semestr studoval Právnickou fakultu Masarykovy univerzity v Brně, pak přestoupil na Filosofickou fakultu Univerzity Karlovy v Praze (studia nedokončil). Brno si však oblíbil a toto město ho velmi ovlivnilo.
Roku 1922 vstoupil do Devětsilu, v jeho rámci se podílel na založení poetismu, nového básnického směru. Chtěl najít metodu, jak nahlížet na život, aby byl básní. Postupně se stal politickým iniciátorem českého avantgardního hnutí. Roku 1924 vstoupil do KSČ.

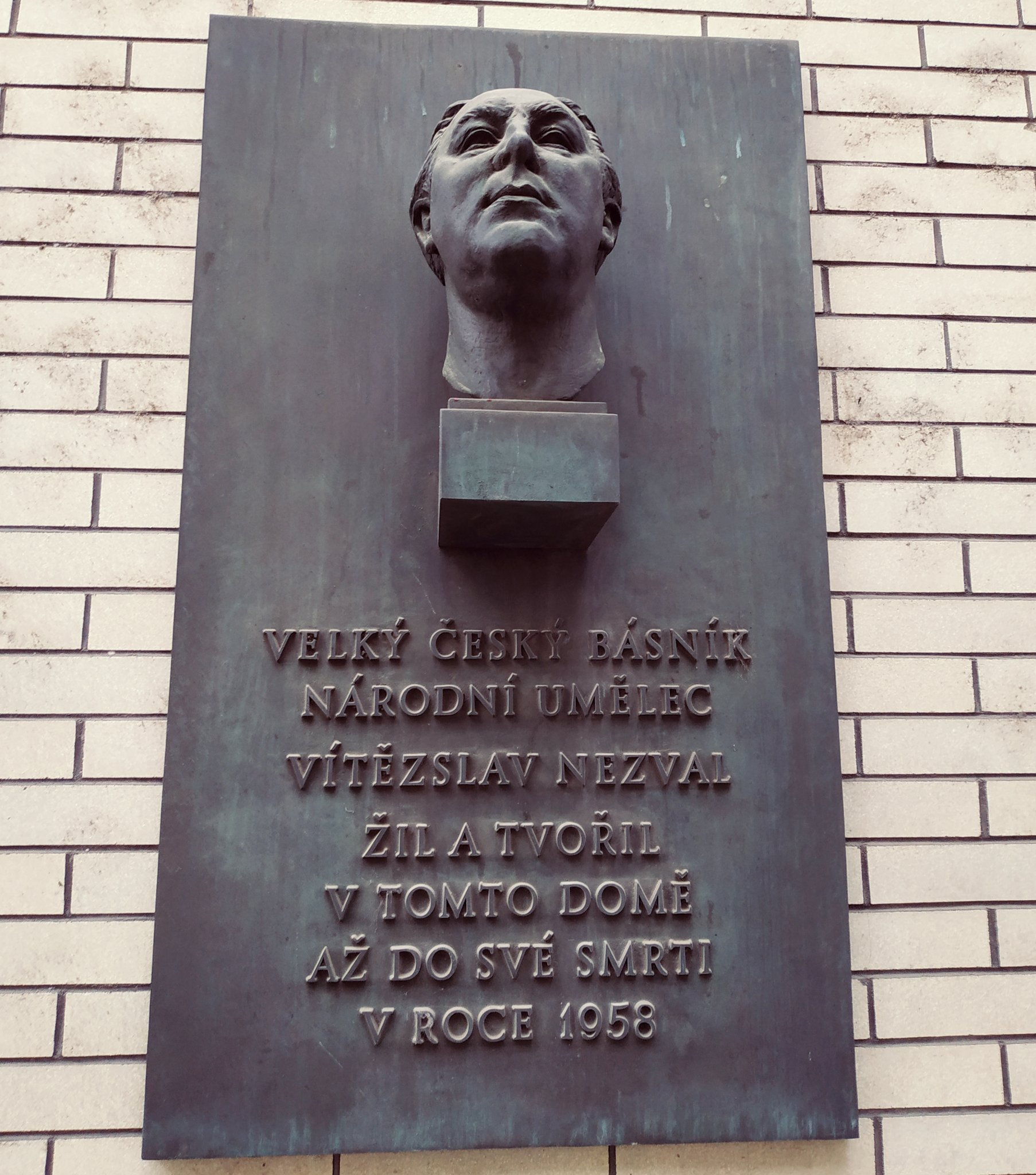
Baranova 1901/4, Praha – byt kde roku 1958 zemřel V. Nezval

Pracoval v redakci Masarykova slovníku naučného (tajemník), poté se věnoval pouze spisovatelství. Nějakou dobu působil jako dramaturg Osvobozeného divadla, kde se sblížil s Voskovcem a Werichem. Publikoval v Rudém právu, Tvorbě, Odeonu, Nové scéně, Lidových novinách atd. Po kapsách nosil bloky a zápisníky, psával rád na nejrůznější barevné papírky. Jeho písmo bylo takřka nečitelné. Nestačilo zřejmě jeho myšlenkám, byl stejně impulzivní jako jeho písmo.
Velmi ho ovlivnily jeho cesty – zejména do Sovětského svazu, ale i Francie, Itálie a Řecka. Seznámil se zde s mnoha surrealisty (André Breton), pod jejichž vlivem založil Skupinu surrealistů v ČSR (1934), kterou se roku 1938 pokusil rozpustit, ale fakticky z ní byl ostatními členy vyloučen.
Po druhé světové válce byl velmi aktivní v KSČ, získal řadu oficiálních poct a funkcí. Jeho tvorba této doby je poznamenána stylem budovatelské poezie, podle Nezvalových příznivců obsahuje snahu najít sama sebe v socialistickém realismu.

### Komunista
Do Komunistické strany Československa vstoupil Vítězslav Nezval v roce 1924. V roce 1946 podepsal prokomunistické „Májové poselství kulturních pracovníků českému lidu!“ publikované před květnovými volbami do Ústavodárného Národního shromáždění. Tento předvolební manifest komunistů podepsalo celkem 843 kulturních pracovníků a komunisté volby vyhráli. V roce 1948 podepsal prokomunistickou výzvu Kupředu, zpátky ni krok!, jež byla vydána dne 25. února 1948 pro podporu komunistického převratu. Od února 1948 byl členem Ústředního akčního výboru NF za Syndikát českých spisovatelů, kam jej nominovala KSČ. V ústředním výboru se podílel se na likvidaci nepohodlných spisovatelů – např. Ivana Herbena, Ferdinada Peroutky, Jaroslava Žáka a mnoha dalších. Další hlavy padaly po vydání Nezvalovy sbírky Velký orloj (1949). Mezi studenty vznikla (1949) a poté začala kolovat parodie básně Socialistická láska, v níž se objevilo jméno Klementa Gottwalda i tabuizované reálie. Poté došlo k rozsáhlému vyšetřování a postihům všech účastníků, kteří se na distribuci básně podíleli, případně ji četli.

### Milovník astrologie
Již v roce 1923 mu Jan Bartoš sestavil horoskop. Nezval studoval knihy o astrologii, předpověděl i vlastní smrt, tvrdil, že zemře o Velikonocích. Zájem o astrologii mu vydržel po celý život, v jeho pozůstalosti se nachází 70 stran učebnice astrologie, kterou nedokončil. Díky své imaginaci měl předpoklady k interpretaci astronomických dat. Báseň Veliký orloj, je popis Nezvalovy nativity čili horoskopu zrození. Nezval vyprávěl, že když napsal Manon, vymyslil si i datum jejího narození. "A v jejím horoskopu pak bylo všechno, i ta deportace!"

### Milovník žen
Nezval měl charisma, které lámalo ženská srdce, mnoho žen podlehlo Nezvalovu kouzlu osobnosti. V roce 1948 se oženil s celoživotní partnerkou (znali se od roku 1926) Františkou „Fáfinkou“ Řepovou (1905–1970), se kterou žil až do své smrti. Od roku 1937 měl milostný poměr s herečkou Lilly Hodáčovou (1910–1998), která peripetie vztahu popisuje ve svých memoárech. Roku 1952 Nezval poznal tanečnici Olgu Jungovou (22. června 1929 – 13. března 2012), z jejichž milostného vztahu se narodil syn Robert (19. září 1954 – 2. ledna 1971).

### Úmrtí
Koncem roku 1950 onemocněl spálou a těsně po jejím vyléčení jej postihl infarkt zadní srdeční stěny. Po rekonvalescenci se opět věnoval literatuře. V březnu 1958 podnikl cestu do Itálie. Dne 6. dubna 1958, na Velikonoční neděli, zemřel v Praze na akutní zápal plic a následné selhání srdce. Smuteční obřad v Rudolfinu a státní pohřeb se konal ve čtvrtek 10. dubna. Pohřben je v Praze na Vyšehradském hřbitově. Písemnou pozůstalost Vítězslava Nezvala získal Literární archiv Památníku národního písemnictví.
Národní umělec Vítězslav Nezval trpěl delší dobu hypertenzní chorobou a trvalou poruchou srdeční činnosti. Patologicko-anatomickým vyšetřováním byla zjištěna povšechná ateroskleróza, postihující zejména věnčité tepny srdce, výrazné zbytnění a rozšíření srdce s jizvami v srdečním svalu po přestálých infarktech. Dále byl nalezen akutní ložiskový zánět dolního laloku pravé plíce. Smrt nastala náhlým selháním ochablého srdce.
 Lékařská zpráva o úmrtí národního umělce Vítězslava Nezvala

## Dílo
V edici Dílo Vítězslava Nezvala vyšlo v letech 1950–1990 celkem 38 svazků. Velké procento Nezvalových veršů v edici ale bylo autorem autocenzurováno, leccos pozměnil, zrekomponoval nebo úplně vypustil. 

### Prvotina
- Most (1922) – napsán pod vlivem Rimbauda, Apollinaira a symbolismu. Básně tvoří obrazy (např. báseň Podzim). Odráží se zde doba jeho středoškolských studií. Vzpomíná na domov, ale zároveň se zde zabývá novými citovými zkušenostmi. Verše vznikaly v letech 1919 až 1921.

### Poetismus
„Lyrik hravé fantasie, nelogického psychismu a rafinované naivity“
Kulturní adresář ČSR 1934
- Pantomima (1924) – programová manifestace poetismu; drobné hříčky a kaligramy, obsahuje divadelní a pantomimické scénky, citace dobových kulturních osobností, notový zápis hudební skladby, scénář ke krátkému filmu apod., významné části sbírky jsou například skladby Abeceda nebo Podivuhodný kouzelník.
- Depeše na kolečkách – divadelní a pantomimické scénky
- Abeceda – 4 až 2verší, asociace představ tvarů jednotlivých písmen abecedy (inspirace Rimbaudem); knižní vydání Abecedy byl výjimečný výsledek spolupráce v oblasti knižní tvorby, na které se podíleli Vítězslav Nezval (verše), Karel Teige (typografie) a Milča Mayerová (taneční kompozice na téma písmen abecedy). Knihu vydalo v roce 1926 nakladatelství J. Otto v Praze.[33]
- Podivuhodný kouzelník (1922) – jedno z děl, které výrazně ovlivnilo poetismus. Postava kouzelníka je básnický autoportrét a přichází především proto, aby naučil lidi chápat krásu světa.
- Papoušek na motocyklu – programová stať poetismu
- Básně na pohlednice (1926)
- Nápisy na hroby (1926) – drobná poetistická próza
- Dobrodružství noci a vějíře (1927)
- Hra v kostky (1928)
- Básně noci (1930) – soubor, v němž je zařazen Edison a další texty (Podivuhodný kouzelník, Akrobat)
  - Akrobat (1927) – báseň je zlomem v Nezvalově tvorbě, silně ovlivněná geniálním překladem Apollinairova Pásma od Karla Čapka. Patří do druhé fáze poetismu a představuje paralelu akrobata, který symbolizuje poetistickou poezii a krize v Nezvalově tvorbě. Na konci třetího zpěvu je autor rozhodnut opustit poetistickou poezii: „na shledanou město akrobatů“, ale není připraven vejít do nového města. První a třetí zpěv tvoří rám celé básně. Jsou monotematické, psané v er-formě, v minulém čase. Lze v nich nalézt jednotnou konstrukci času (báseň začíná brzy ráno a končí pozdě večer) a místa (děj se odehrává ve městě, zřejmě v centru a uzavírá se odchodem z města). Druhý zpěv je naprosto odlišně sestaven a je vystaven na principu pásma. Lyrický subjekt čtenáře provází obrazy ze svého života. Je užito přítomného času. Jednotlivé obrazy jsou asociativně spojeny. Charakteristická je polytematičnost a prvky autobiografie. Ve třetím zpěvu dochází k syntéze básníka a akrobata. Poetistický optimismus je nahrazen autorovou skepsí o vlastním smyslu poezie a již jsou patrné náznaky budoucí surrealistické tvorby.
  - Edison – 5 zpěvů odehrávajících se na různých místech USA a v Praze. Básník zde vystupuje jako lyrický subjekt a zamýšlí se nad tím, co zůstane po člověku po jeho smrti, a dochází k závěru, že je to jeho dílo. Další postava, vynálezce Edison, vyjadřuje oslavu tvůrčí práce. Edison je zosobnění kladných rysů, které dávají životu potřebné impulsy. Proti tomuto světu je zde protikladem svět hazardních hráčů, kteří jsou nositeli vlastností jako je spekulace a dalších záporů, které vedou k životní prázdnotě. Později báseň doplnil o Signál času.

Opakující se refrén, nejprve pesimistický:
„Bylo tu však něco těžkého co drtí
smutek, stesk a úzkost z života i smrti“
Později převažuje optimismus z dobře vykonané práce:
„Bylo tu však něco krásného co drtí
odvaha a radost z života i smrti"
Tvorba 30. let 20. století:
- Skleněný havelok (1932) – svou tvorbou již částečně zasahuje do surrealismu, inspiroval se Bretonovým Skleněným domem; zobrazuje viditelnost člověka
- Zpáteční lístek (1933)
- Sbohem a šáteček (1934) – počátky surrealismu

### Surrealismus
- Žena v množném čísle (1936)
- Absolutní hrobař (1937)
- Praha s prsty deště

Ve stejné době, jako surrealistická díla, anonymně vydává dílo, které nemělo surrealistické prvky a lze říci, že stojí mimo Nezvalovu tvorbu.
- 52 hořkých balad věčného studenta Roberta Davida (1936) – napodobuje zde Françoise Villona (francouzský renesanční básník). V těchto baladách se obrací přímo ke čtenáři – na konci je tzv. poslání. Tuto sbírku vydal, protože mu surrealismus neumožňoval vyjádřit se k aktuálním problémům. Balady mají silný sociální náboj, Nezval zde vyjadřuje svoji víru ve světovou revoluci. Báseň "OKTÁVA O URNĚ" z této sbírky přednesla Nika Brettschneiderová na předvolební kampani v roce 1971 v Brně na protest proti prvním normalizačním volbám.[34]

Tato sbírka měla velký ohlas, proto vydal v letech 1937–1938 další sbírky, ale ty již nebyly tak kvalitní a neměly takový úspěch.
- 100 sonetů zachránkyni věčného studenta Roberta Davida[35]
- 70 básní z podsvětí na rozloučenou se stínem věčného studenta Roberta Davida

Kolem roku 1937 Nezval opouští myšlenky surrealismu a přesouvá se k poezii nadosobních hodnot, toto byla samozřejmě všeobecná tendence.
- Matka Naděje (1938) – prolínají se zde dvě témata – obava o osud těžce nemocné matky a osud národa ohroženého fašismem. Autor tvrdí, že ani jednomu se člověk nesmí poddat. Říká, že naděje je pro člověka pouze na zemi a že záleží pouze na jeho díle.
- Pět minut za městem (1939) – zde vyjadřuje své postoje a své pouto ke své vlasti, přírodní lyrika. Vyjadřuje odpor k okupantům. Jeho další tvorba je velmi jednostranná, ovlivněná dobou a snahou zavděčit se.

### Socialistický realismus
- Historický obraz (1945)
- Velký orloj (1949) – boj proti „buržoaznímu“ myšlení
- Stalin (1949)
- Zpěv míru (1950)[36]
- Z domoviny (1951)
- Křídla (1952)
- Chrpy a města (1955)
- Nedokončená (1960)

### Próza
Drtivou většinu svojí prózy vydal mezi roky 1929 a 1934, tato próza byla zaměřena na sféru podvědomí a snu a naznačila Nezvalův posun od poetismu k surrealismu.
- Kronika z konce tisíciletí
- Posedlost
- Chtěla okrást lorda Blamingtona
- Dolce farniente
- Pan Marat
- Jak vejce vejci
- Monako – romaneto
- Karneval – romaneto
- Valérie a týden divů (1932) – „černý“ román, adaptace: 
  - Valérie a týden divů – český film (1970), v USA vyšel na DVD pod titulem Valerie and Her Week of Wonders
  - Valérie a týden divů (hra) –  divadelní hra, Národní divadlo / Laterna magica, režie: Jakub Šmíd, hudba: David Hlaváč, v hlavních rolích Aneta Kalertová (Valérie), Eva Leinweberová (babička Elsa), Petr Stach (Tchoř), Zdeněk Piškula (Orlík) a Filip Rajmont (Gracián)
- Anička skřítek a Slaměný Hubert, adaptace:
  - večerníček – animovaný seriál pro děti, animace, výtvarník a režie: Milan Klikar, Československá televize Praha 1981
- Sexuální nocturno (1931) – příběh demaskované iluze. Dílo svou povahou zařaditelné do surrealismu, vydal v pouhých 138 výtiscích soukromým tiskem Jindřich Štyrský, který knihu hojně ilustroval. Nezval zde popisuje svou iniciaci. Do sebraných spisů se nedostalo
- Věci, květiny, zvířátka a lidé pro děti – pro děti
- Z mého života – nedokončené paměti, v toku vzpomínání Nezval dospěl až k období počátků pražského surrealistického hnutí. Vycházelo nejprve časopisecky v týdeníku Kultura 1957 a Kultura 1958, knižní vydání vycházela až posmrtně; první v roce 1959[37]

V letech 1935–1938 vydal vzpomínkové knihy, které byly i osobitou formou cestopisu:
- Neviditelná Moskva (1935)
- Ulice Git-le-Coeur (1936) – tuto prózu autor napsal už v říjnu 1935. Ohlíží se v ní na pobyt v Paříži u příležitosti konání Mezinárodního kongresu spisovatelů na obranu kultury, který probíhal v červnu 1935. Téměř celá kniha je Nezvalovým vyznáním lásky a oddanosti francouzským surrealistickým umělcům, především André Bretonovi, s nimiž v Paříži tou dobou nepřetržitě strávil zhruba tři týdny času. Kniha líčí například fyzickou potyčku mezi Bretonem a Iljou Erenburgem nebo okolnosti sebevraždy René Crevela
- Pražský chodec (1938)

### Dramata
- Depeše na kolečkách (1922)
- Milenci z kiosku (1932) – inspirací strýce Sokrata byl Nezvalův prastrýc Antonín Kuchařík
- Manon Lescaut (1940) – volně inspirováno dílem Antoina Francoise Prévosta. Jedná se o jedno z nejlepších Nezvalových děl. Hlavní hrdina Des Grieux se má stát knězem, ale zamiluje se do krásné Manon, kvůli níž se knězem nestane. Později se s Manon rozchází a stává se knězem, po dalším setkání s ní jí opět podléhá. Manon je nakonec vyslána do Ameriky (za trest), ale dříve, než se tam dostane, zemře na lodi Des Grieuxovi v náručí
- Loretka (1941)
- Dnes ještě zapadá slunce nad Atlantidou (1956) – nebezpečí atomové války, přeloženo do angličtiny, francouzštiny, ruštiny a esperanta
- Tři mušketýři – podle A. Dumase st.
- Nový Figaro
- Schovávaná na schodech (1931) – hudební komedie podle Calderónovy hry

### Další díla
Dále vydal encyklopedii moderních básnických směrů. A několik literárních studií: Jiří Wolker, Karel Čapek, Josef Čapek, Jaroslav Vrchlický, Petr Bezruč atd.
Přeložil několik děl André Bretona (tvůrce a teoretika surrealismu):
- Spojité nádoby
- Co je surrealismus
- Nadja

### Písně a zhudebněné dílo
Nezval psal libreta (například libreto k rozhlasové opeře Bohuslava Martinů Hlas lesa nebo Prolog z Her o Marii). Otextoval několik písní, skládal i melodie. Zhruba šest básní, vzniklých ve dvacátých letech, zhudebnil Jaroslav Ježek. Písně na Nezvalova slova zpívali Vlasta Burian, Hana Hegerová (Magnetová hora, Pocestný), písně z divadelní hry Schovávaná na schodech zpívali Helena Vondráčková či Laďka Kozderková s Milanem Drobným. Také složil několik budovatelských písní (Všichni jsme mladí).
Některé Nezvalovy básně se dočkaly zhudebnění, převážně folkovými hudebníky, ale i skladateli vážné hudby. Nejvýznamnější skladbou na Nezvalův text zůstává Sbohem a šáteček Vítězslavy Kaprálové z roku 1937, jejíž orchestrální verze byla vydána na hudebním nosiči Studiem Matouš v roce 1998 a klavírní verze Supraphonem v roce 2003. Největším projektem zůstává dílo Jana Spáleného, který ve druhé polovině 70. let 20. století zhudebnil Edisona (album Edison) a Signál času (projekty vyšly na LP v roce 1978, resp. 1979, dohromady pak v reedici na CD v roce 1997). Jitka Molavcová nazpívala Rue de la gaité s melodií Emila Františka Buriana. Štěpán Rak zhudebnil Nezvalovy básně Sloky o Praze, Píseň o vřesu a Až. Písně natočila Lenka Filipová pro pořady Československé televize, na CD vyšly v roce 2004 jako bonus na reedici alba Částečné zatmění srdce. Karel Plíhal na albu Králíci, ptáci a hvězdy (1996) zpívá Nezvalovu Píseň. Petr Ulrych pro desku Javorů Šumaři (2003) zhudebnil písně Žlutý list, Šumaři a Prosinec. Báseň Sbohem a šáteček zhudebnil Marek Doubrava se skupinou Hm... (album Plán na zimu, 2008) i Marek Eben (album Bratři Ebenové: Čas holin, 2014). Nezvalovy básně zhudebnili i tito amatérští muzikanti:
- Čtyřlístek, album Vidim to černě (1997): Black Blues
- Mour: Rue de la Gaité
- Vespol: Rokytná (album Topoly 2003), Podobenství

## Ocenění
Komunistickým režimem byl V. Nezval oceňován.. Za sbírky Stalin, Z domoviny a Křídla mu byly uděleny státní ceny. V roce 1953 se stal národním umělcem.

## Citáty současníků

### Jaroslav Seifert o Vítězslavu Nezvalovi
| „                                      | Vítězslav Nezval zemřel předčasně, nebyl ještě stár. Ale umíral lehce. Tak lehce, jako lehce psal své verše. Nikdo netušil, že jeho nemoc je smrtelná. Myslili jen na chřipku. Pojednou v náručí své ženy sklonil hlavu a v tom okamžiku ztratila tato země jednoho ze svých velkých básníků. | “ |
| — Jaroslav Seifert: Všecky krásy světa | |   |

### František Filipovský o Vítězslavu Nezvalovi
| „                      | Zejména večery a noci na zájezdech byly s Nezvalem nezapomenutelné. Veselý až bujarý člověk se sklonem k nostalgii, co chvíli přepadený záchvaty melancholie. Jindy z něj ovšem tryskaly až raplovsky bláznivé nápady. Zpočátku jsem si nemohl zvyknout na jeho způsob vyjadřování. Jako kdyby pořád hovořil v básnických obrazech. I když mluvil o nejprostších věcech normálního života, připadalo mi to nadnesené. Po čase jsem si ho však už jiného neuměl představit. A takový zůstává i v mé vzpomínce. Není to tedy jen jeho poezie a vzpomínky na setkání, co po něm zůstalo. Pro nás, kteří jsme ho znali tak zblízka, se k tomu pojí vždycky ještě něco nezachytitelného, co vyvěralo z jeho osobnosti a co ten, kdo ho nepoznal, nemůže z jeho díla pochopit, přestože se z něj dá pochopit hodně. Napsal, že „smyslem života toho, kdo se dal cele do služeb umění, je vědomá povinnost setrvat za všech okolností tam, kam ho vyvrhla jeho touha.“ Myslím, že Vítězslav Nezval setrval. | “ |
| — František Filipovský | |   |

## Nezvalova Třebíč
Festival moderní poezie Nezvalova Třebíč se od roku 1961 konal s několikaletými odstupy vždy v květnu. Ke každému festivalu vyšla publikace s ukázkami Nezvalovy tvorby:
- 1961 I. ročník Vítězslav Nezval
- 1962 II. ročník Básník o sobě a svém kraji
- 1963 III. ročník Aby byl život plný poezie
- 1965 IV. ročník Dík tobě, sladký kraji, se stanu klasikem
- 1968 V. ročník Nesmazatelná stopa
- 1970 VI. ročník Pět minut za městem
- 1975 Kam vkročí básník
- 1985 Zpěv míru
- 1990 Říkadla

Jarní festival poezie Nezvalova Třebíč byl po delší přestávce obnoven v roce 2015 a bude se konat každých pět let k připomenutí kulatého a půlkulatého výročí narození básníka. V roce 2020 se konal další ročník, předsedou poroty byl Petr Kukal.